# Ministerium für Bauwesen
Das Ministerium für Bauwesen war die höchste Verwaltungsstelle für das Bauwesen in der DDR. Gegründet wurde es als eines von vierzehn Ministerien am 7. Oktober 1949 durch die Provisorische Regierung der DDR als Ministerium für Aufbau und bestand bis zum 2. Oktober 1990 (Zu dem Zeitpunkt als „Ministerium für Bauwesen, Städtebau und Wohnungswirtschaft“).

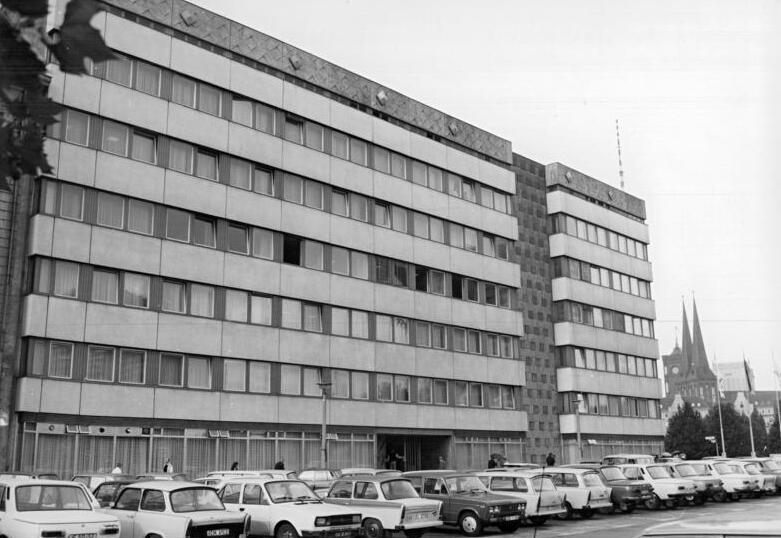
Ministerium für Bauwesen der DDR in Berlin, 1987 (Breite Straße)

## Vorläufer der Baubehörde
Um bauliche Belange kümmerte sich vor dem Ministerium für Aufbau in der Sowjetischen Besatzungszone die bei der Deutschen Wirtschaftskommission (DWK) seit Juni 1948 bestehende Hauptverwaltung (HV) Steine und Erden (bzw. die erst im Mai 1949 eingerichtete HV Bauwesen). Diese stellten jedoch keine Rechtsvorgänger des Ministeriums für Aufbau dar. Die HV Steine und Erden wurde komplett (als Hauptabteilung (HA)) und die HV Bauwesen wurde größtenteils (als HA Industriebauten) in das Ministerium für Industrie übergeleitet.

## Aufgaben des Ministeriums für Aufbau
Laut Aufbaugesetz vom September 1950 waren die wesentlichen Aufgaben des Ministeriums für Aufbau:
- Anleitung, Lenkung und Überwachung der Stadtplanungen.
- Förderung der Entwicklung neuer Baustoffe und die Anwendung fortschrittlicher Arbeitsweisen und Bauverfahren.
- Entwicklung von Normen und Typen in Verbindung mit der Bauindustrie um Mechanisierung und Industrialisierung zu fördern.
- Unterstützung der Aktivisten- und Wettbewerbsbewegung.
- Gewährleistung der Ausbildung von Bauingenieuren und Architekten im geplanten Maße.[2]

## Neustrukturierung 1958
Mit dem „Gesetz über die Vervollkommnung und Vereinfachung der Arbeit des Staatsapparates in der Deutschen Demokratischen Republik“ vom 11. Februar 1958 hatte die SED das Ziel, Wucherungen zentralstaatlicher Verwaltung von Industrie und Bauwesen zu reduzieren. Gleichzeitig sollten regionale und kommunale Verwaltungen gestärkt werden. Mit der Umstrukturierung war unter anderem eine Reduzierung der Planstellen im Ministerium verbunden, hier sollte man sich zukünftig auf die Lösung der Grundsatzfragen im Bauwesen konzentrieren. Es erfolgte die Umbenennung in „Ministerium für Bauwesen“.

## Leitung des Ministeriums
Von Oktober 1949 bis Oktober 1953 wurde das Ministerium für Aufbau von Lothar Bolz von der NDPD geleitet. Danach übte Heinz Winkler, (CDU) von November 1953 bis zu seinem Unfalltod im Juni 1958 das Amt des Ministers für Aufbau (bzw. Bauwesen) aus.
Nachfolger wurde Ernst Scholz (SED), der das Ministeramt bis 1963 bekleidete. Ihm folgte sein bisheriger Stellvertreter Wolfgang Junker (SED), der in dieser Position über 26 Jahre tätig war. Im November 1989 trat er mit der Regierung Willi Stoph zurück. Im Januar und Februar 1990 war Junker wegen des Verdachtes auf Amtsmissbrauch in Untersuchungshaft und beging am 9. April 1990 Suizid.
Nach dem Sieg der Allianz für Deutschland bei der Volkskammerwahl am 18. März 1990 war der Physiker Axel Viehweger Minister für Bauwesen, Städtebau und Wohnungswesen im Kabinett von Lothar de Maizière. Er trat nach Bekanntwerden der Ergebnisse des Volkskammerprüfungsausschusses und der darin erhobenen Vorwürfe einer Zusammenarbeit mit dem Ministerium für Staatssicherheit unter dem Decknamen „Jens Grabowski“ sowie der enthaltenen Empfehlung zum sofortigen Rücktritt am 28. September 1990 von seinem Amt zurück.

## Auflösung des Ministeriums
Im Jahr 1990 mussten bis zur deutschen Wiedervereinigung zahlreiche Stellen im Ministerium abgebaut werden. Von den etwa 4500 Mitarbeiterinnen und Mitarbeitern wurden fast 90 % entlassen oder in andere Institutionen ausgegliedert. Auch die zahlreichen, dem Ministerium zugeordneten Forschungsinstitute, wie die Bauakademie der DDR, wurden entweder aufgelöst oder in andere Rechtsträgerschaften überführt. Die Wohnungsbaukombinate, die ebenfalls im Zuständigkeitsbereich des Ministeriums liegen, wurden von der Treuhandanstalt übernommen.